# Кайтак (круизный терминал)
Круизный терминал Кайтак (англ. Kai Tak Cruise Terminal, кит. 啟德郵輪碼頭) — крупнейший морской вокзал Гонконга, предназначенный для приёма круизных лайнеров и обслуживания пассажиров. Построен в 2009—2013 годах на месте бывшей взлётно-посадочной полосы закрывшегося аэропорта Кайтак (округ Коулун-Сити). Архитектором терминала выступила британская компания Foster and Partners. Площадку подготовила японская компания Penta-Ocean Construction, а строительство самого терминала вела гонконгская компания Dragages (подразделение французской группы Bouygues).
Первый корабль (Mariner of the Seas) пришвартовался к новому терминалу 12 июня 2013 года. Одновременно терминал способен обслуживать два больших судна длиной 360 метров, которые перевозят в общей сложности 5400 пассажиров и 1200 членов экипажа. При пиковой расчётной нагрузке терминал имеет возможность принять 8400 пассажиров.

## История
В 1998 году старый аэропорт Кайтак был закрыт, а новый международный аэропорт Гонконга перемещён на остров Чхеклапкок. Это позволило властям освободить свыше 320 гектаров земли бывшего аэропорта в округе Коулун-Сити под застройку. Проект реконструкции был одобрен в 2007 году. Он включал в себя постройку жилых и офисных зданий, круизного терминала, многофункционального стадиона, станции метро, нескольких больниц, подъездных дорог и мостов, дренажной системы, водопровода и канализации. Строительные работы начались осенью 2009 года.
Контракт на постройку здания терминала был подписан весной 2010 года. Первый причал терминала открылся в 2013 году, второй — в 2014 году. Стоимость строительства терминала Кайтак составила 8,2 млрд HKD или 1 млрд долларов США (само здание терминала обошлось в 6,6 млрд HKD, остальное было потрачено на площадку и инфраструктуру). Открытие терминала Кайтак позволило разгрузить Океанский терминал, примыкающий к комплексу Harbour City в районе Чимсачёй.

## Архитектура
Терминал включает в себя два причала для океанских лайнеров и причал для пожарного катера; на трёх ярусах здания общей площадью 190 тыс. м² расположены таможня, иммиграционный и карантинный контроль, зона обслуживания багажа, зона ресторанов и магазинов, пункты обмена валют, справочный офис Гонконгского совета по туризму, зал для проведения выставок и конференций, подстанция кондиционирования воздуха, станция зарядки электромобилей Tesla, автобусная остановка и стоянка такси. На крыше терминала находится общественный парк для прогулок и отдыха (имеются дорожки, газоны, водный сад, фонтан, смотровая площадка и лифты, обслуживающие посетителей).
При проектировании терминала были применены энергосберегающие технологии (здание производит часть электроэнергии с использованием возобновляемых источников, использует переработанную дождевую воду и естественную вентиляцию для охлаждения воздуха). Сад на крыше и искривлённые фасады уменьшают тепловую нагрузку на здание, а атриумы и большие окна способствуют естественному освещению залов.

## Работа
С 2012 года круизным терминалом Кайтак управляет Worldwide Cruise Terminals Consortium, в состав которого входят компании Royal Caribbean Cruises, Worldwide Flight Services (подразделение французской группы Vinci) и Neo Crown (подразделение гонконгской группы Shun Tak Holdings). Консорциум платит правительству фиксированную арендную плату, а также определённый процент от валового дохода терминала. В 2017 году терминал обслужил 190 судов и свыше 730 тыс. пассажиров.
Основной пассажиропоток приходится на суда Royal Caribbean Cruises (США), Royal Caribbean International (США), Azamara Club Cruises (США), Celebrity Cruises (США), Carnival Cruise Lines (США), Seabourn Cruise Line (США), Princess Cruises (США), Holland America Line (США), Norwegian Cruise Line (США), Oceania Cruises (США), Regent Seven Seas Cruises (США), Windstar Cruises (США), TUI Cruises (Германия), AIDA Cruises (Германия), Hapag-Lloyd Cruises (Германия), Phoenix Reisen (Германия), Costa Crociere (Италия), Silversea Cruises (Монако), Cunard Line (Великобритания), Cruise & Maritime Voyages (Великобритания), Fred. Olsen Cruise Lines (Великобритания), Star Cruises и Dream Cruises (Малайзия — Гонконг).
В дни прибытия круизных лайнеров бесплатные автобусы доставляют пассажиров к ближайшим станциям метро Куньтхон и Коулун-Бэй на линии Куньтхон. У терминала есть стоянка такси, которые развозят желающих в отели или в аэропорт. На всей территории терминала, в том числе в саду на крыше, доступен бесплатный Wi-Fi.

## Галерея

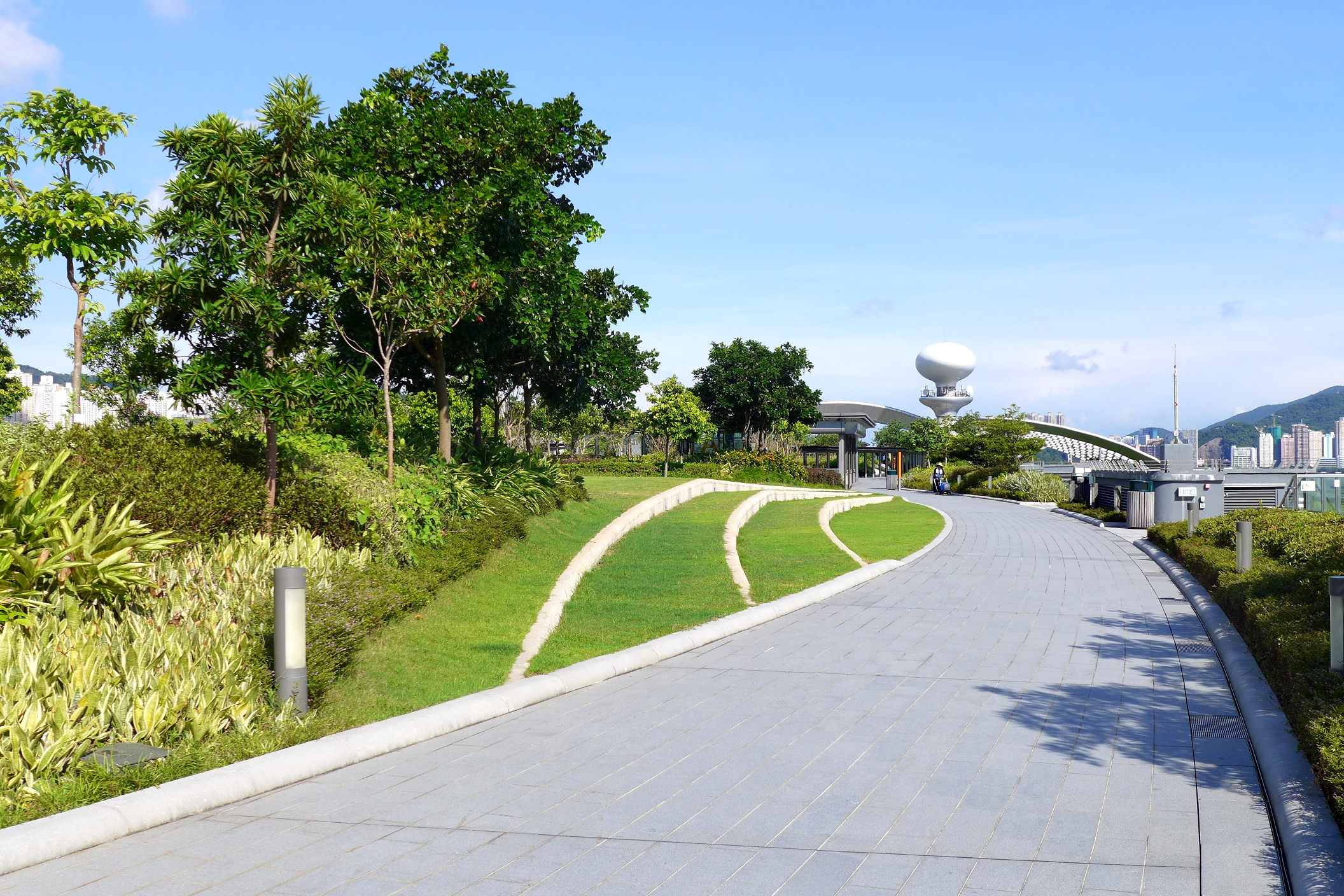
Парк на крыше
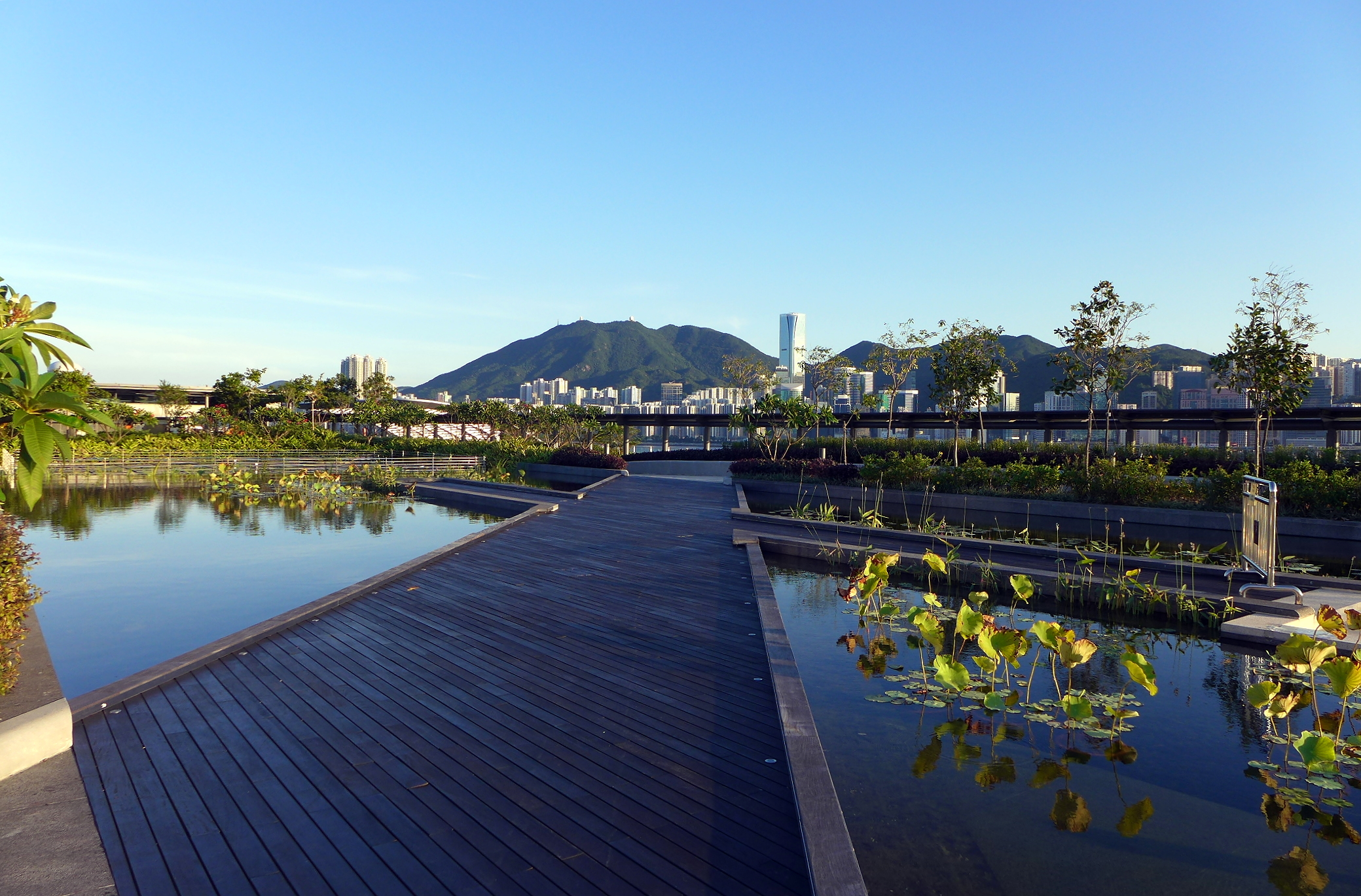
Водный сад на крыше
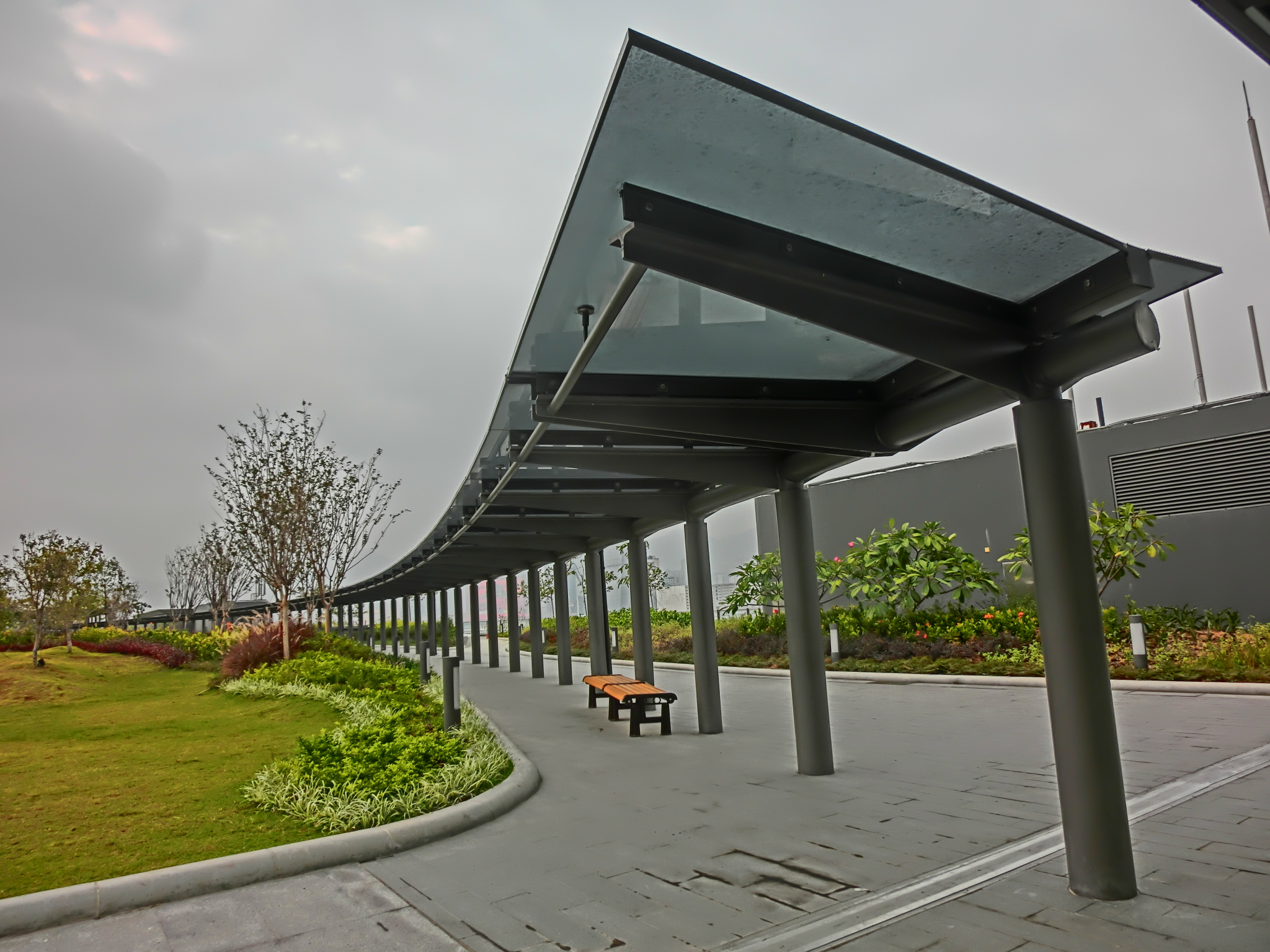
Парк на крыше
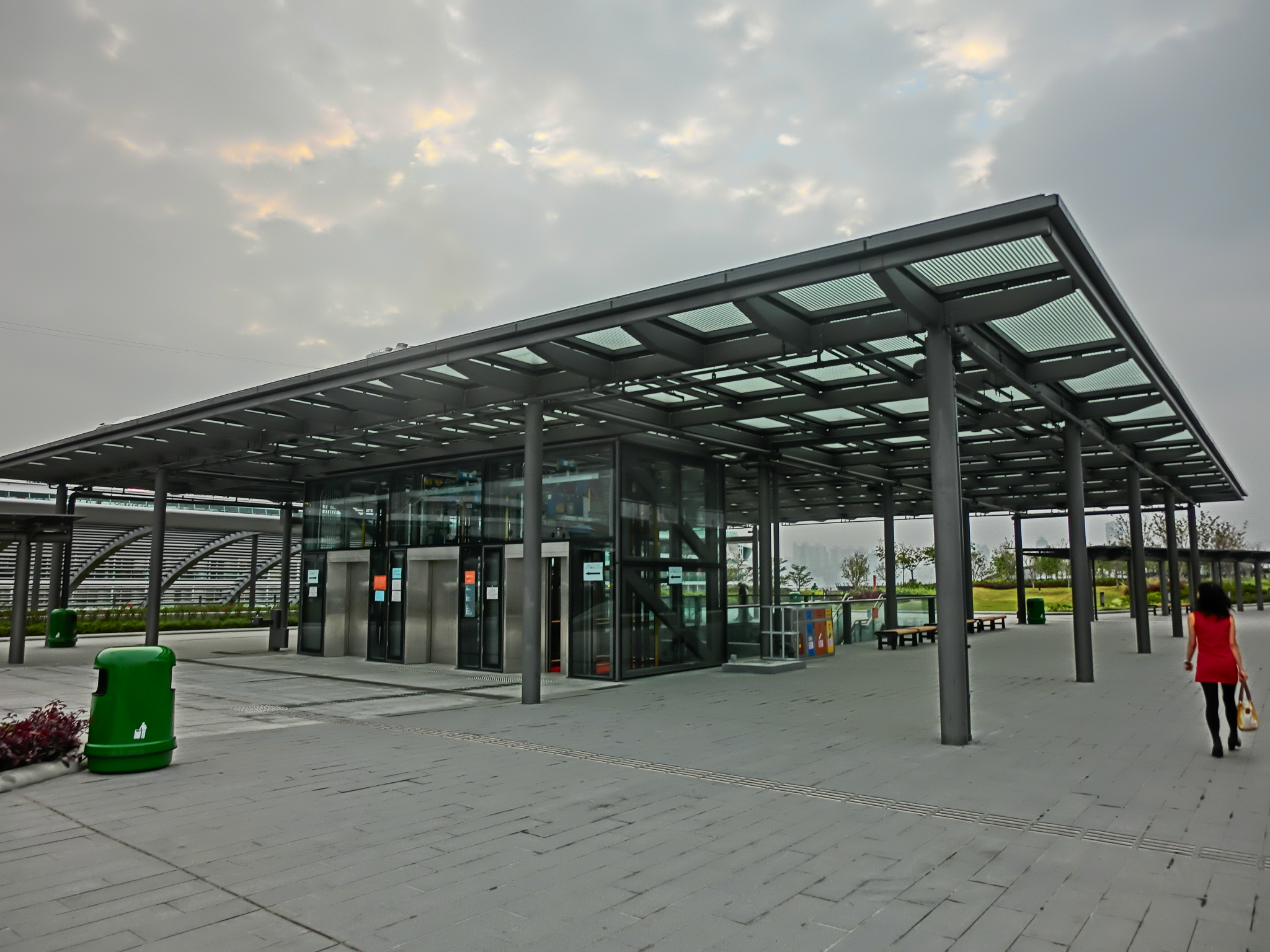
Лифт в парке
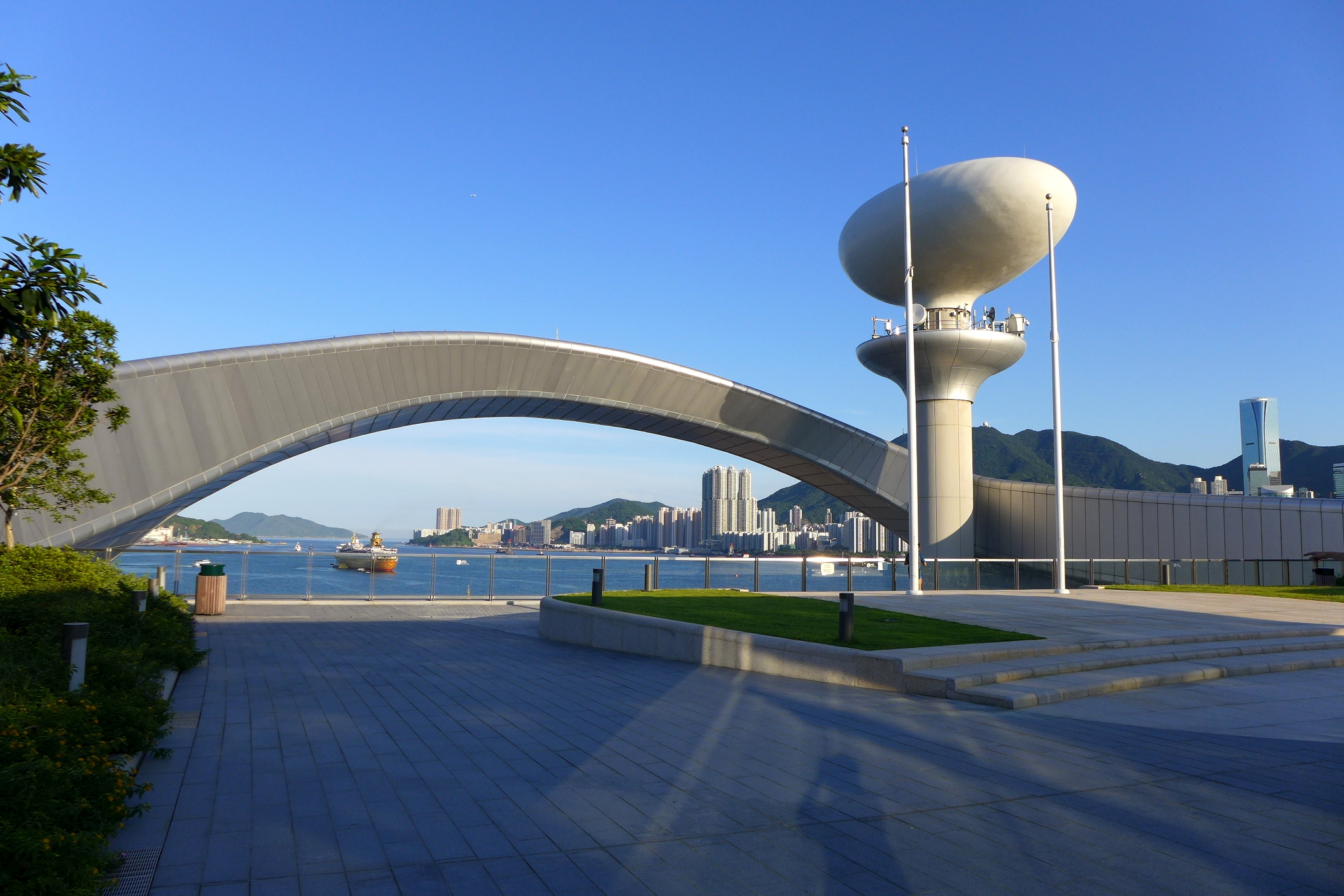
Парк на крыше
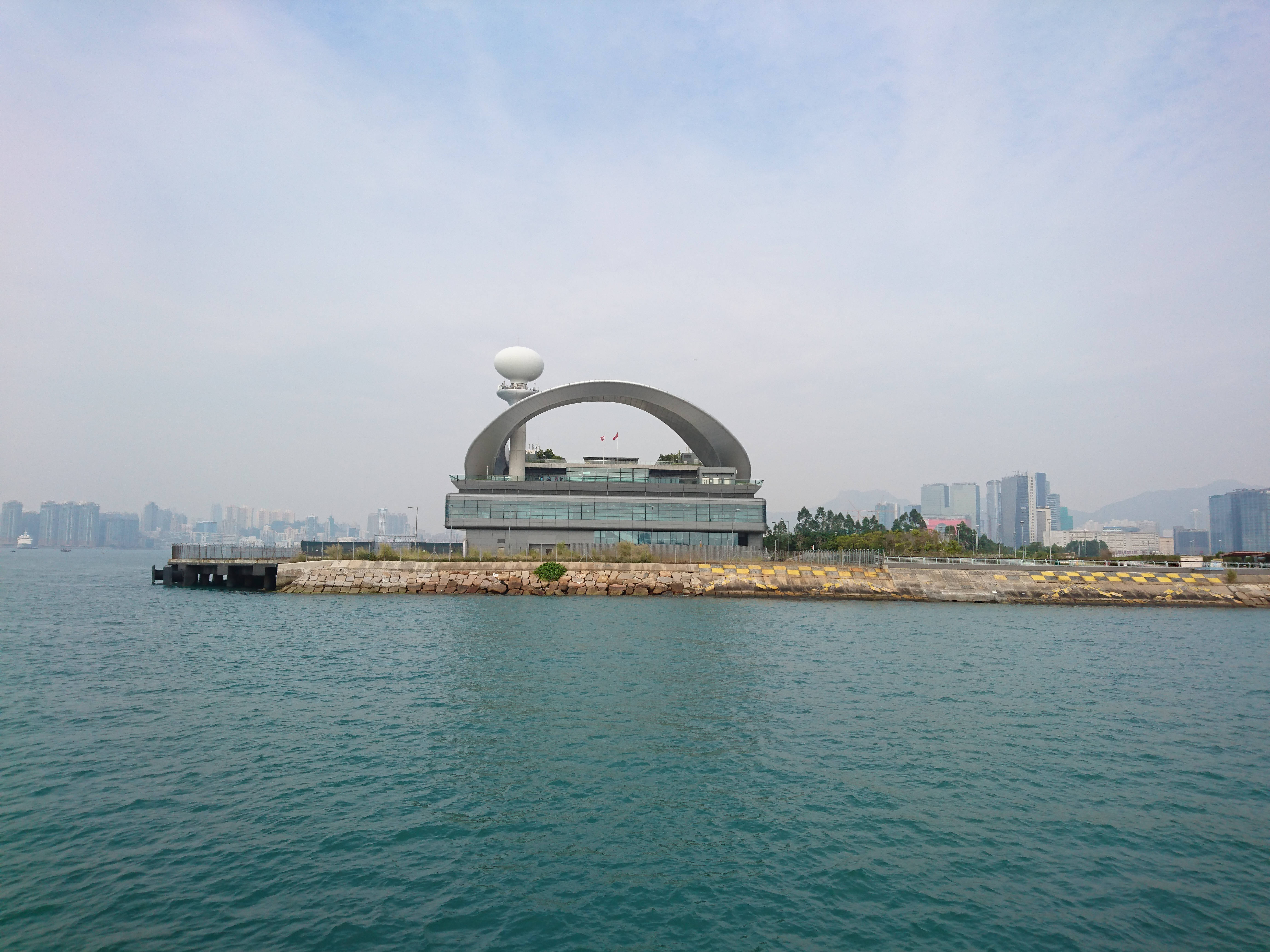
Южная оконечность
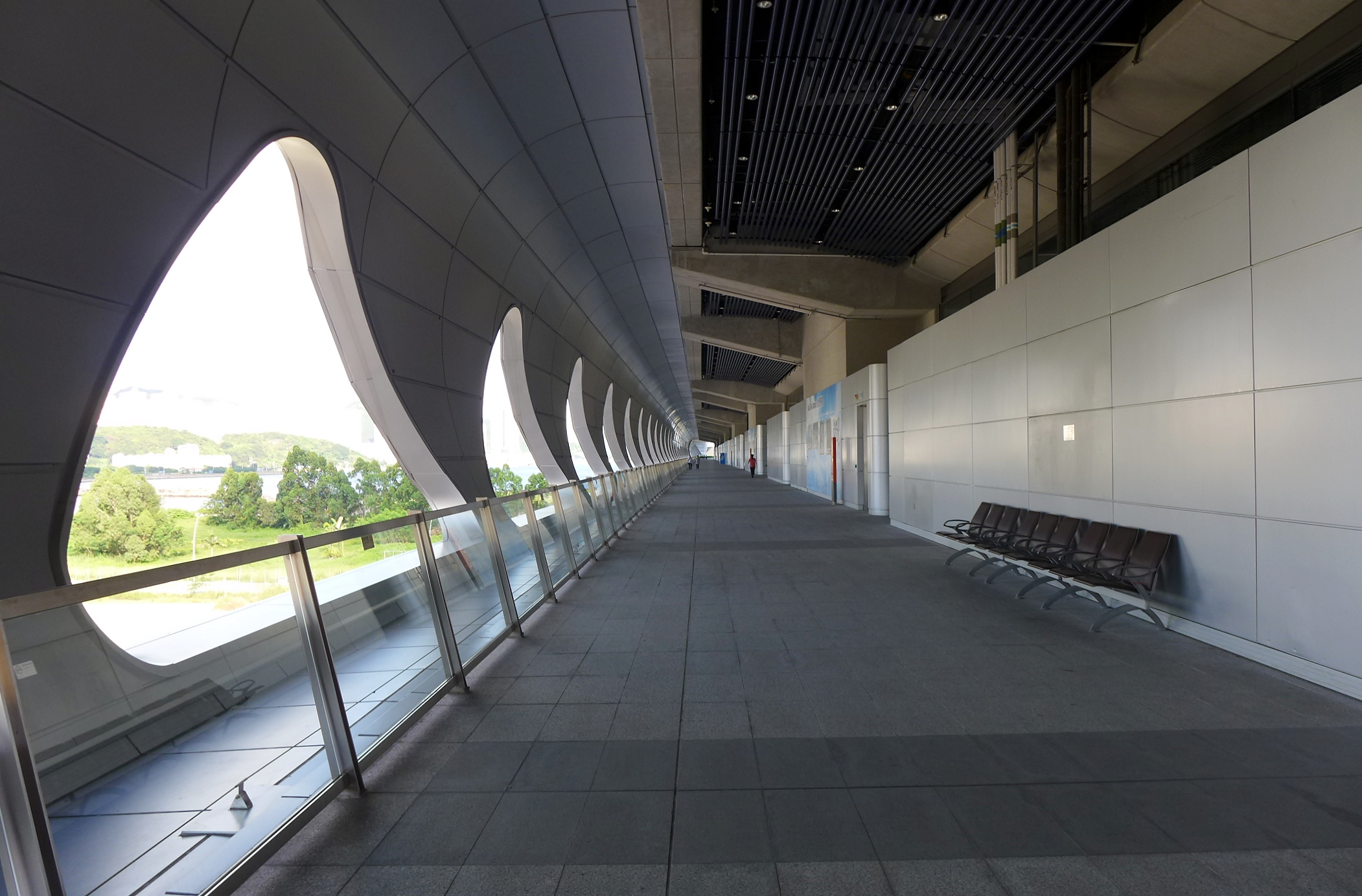
Внешняя галерея
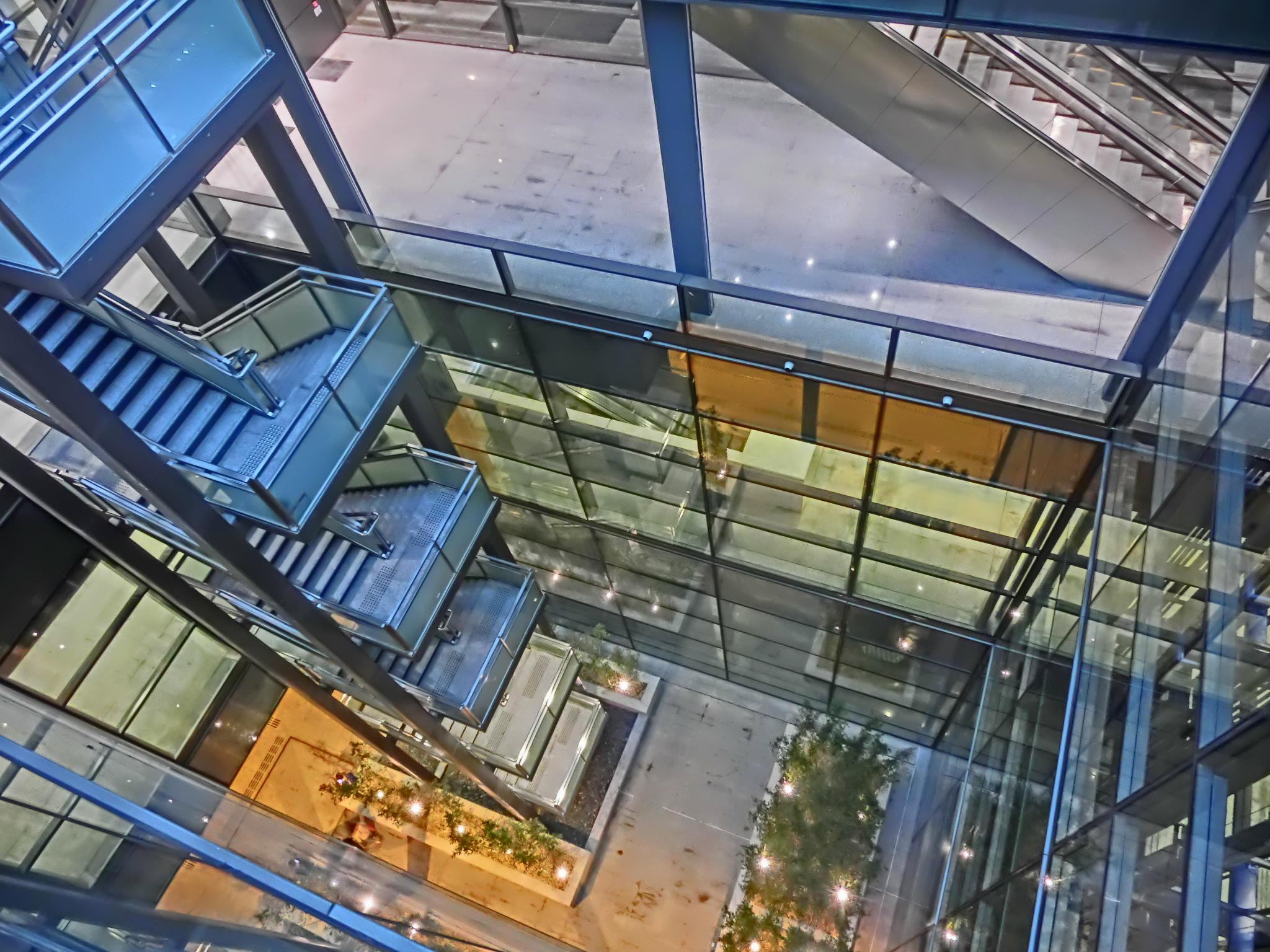
Внутренняя лестница
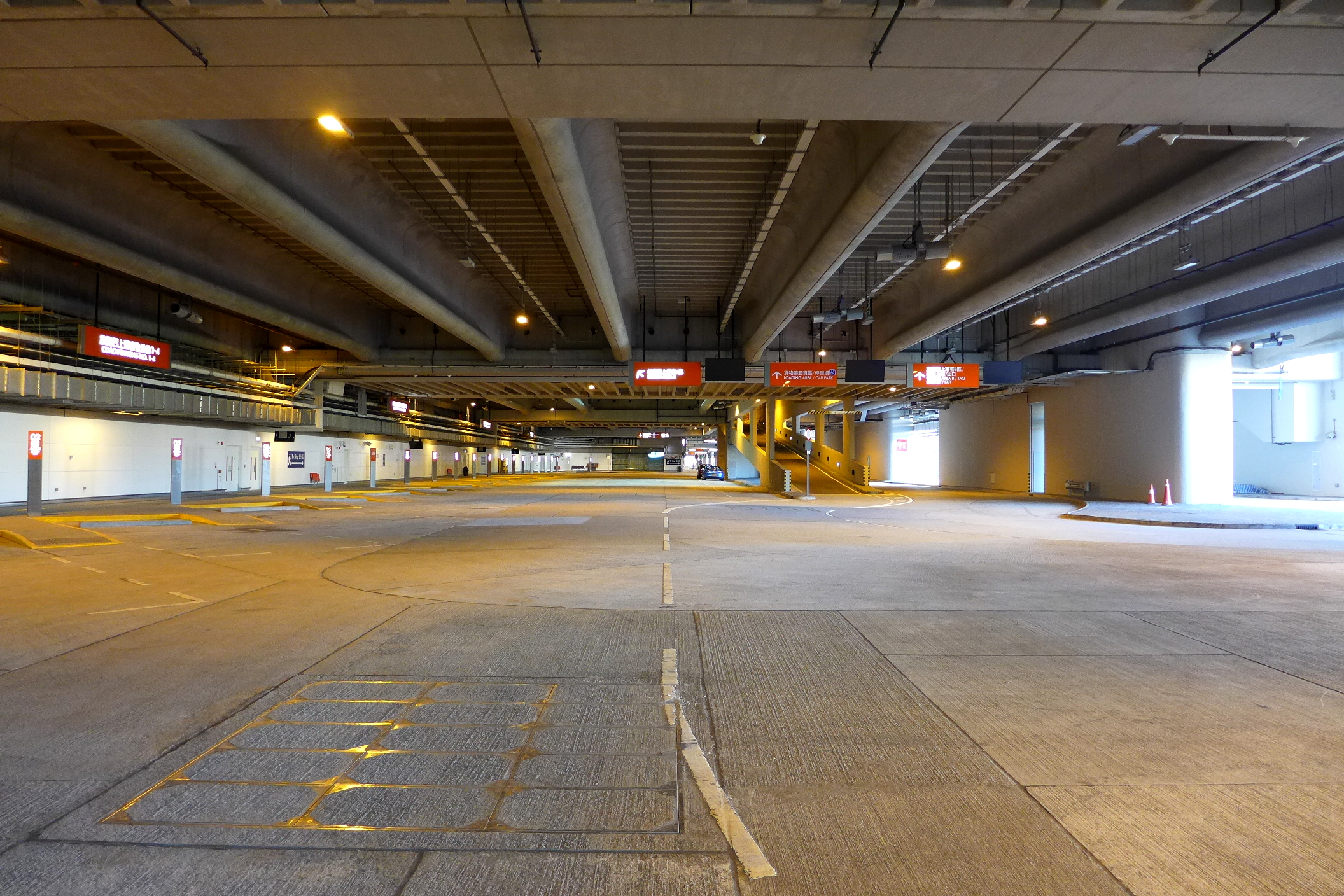
Автобусная станция
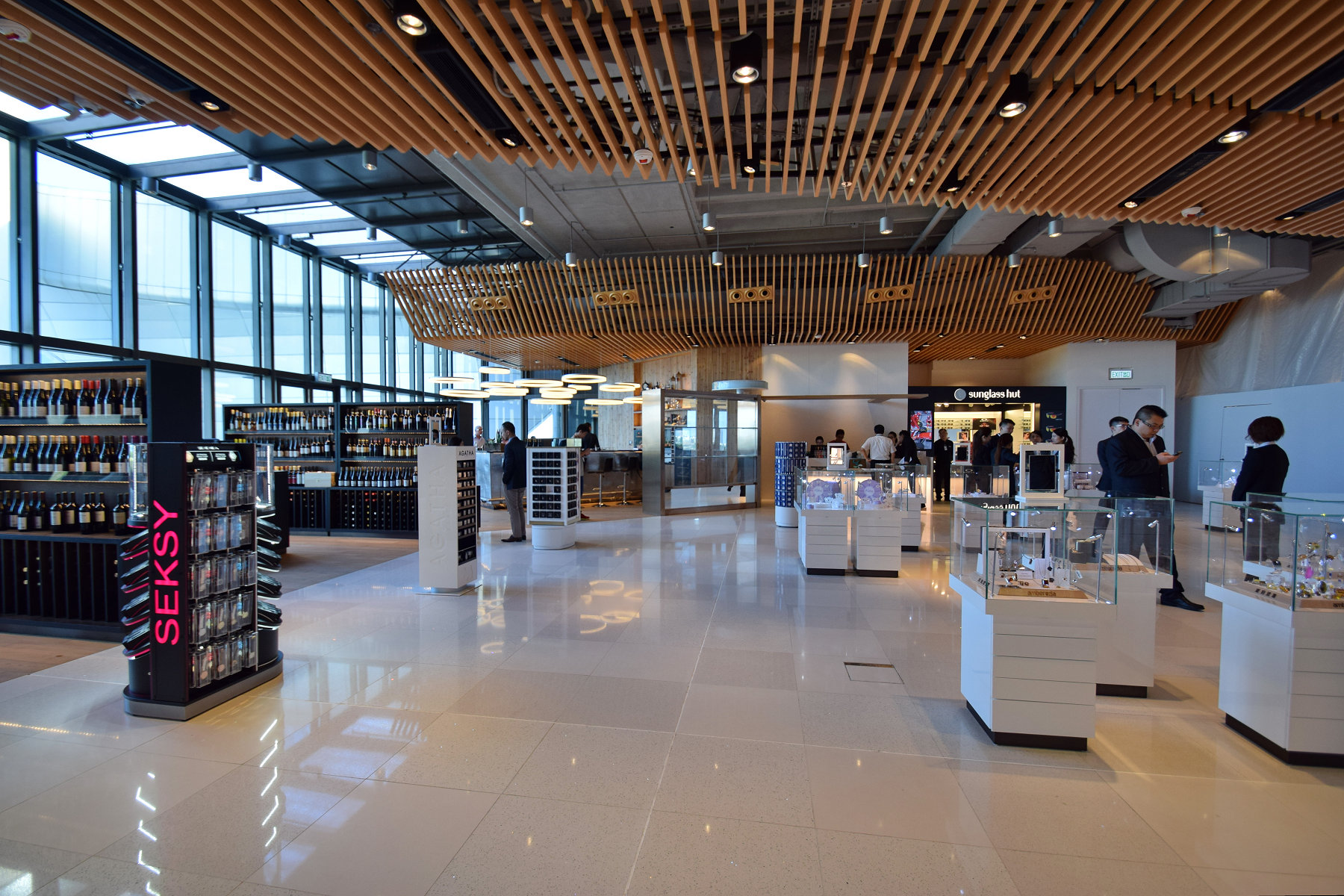
Торговая зона